# Cratere Tombe
Tombe  è un cratere sulla superficie di Marte.